# Giuseppe Alberti (Bischof)

Bischofswappen von Giuseppe Alberti

Giuseppe Alberti (* 17. Juni 1965 in Este, Provinz Padua) ist ein italienischer römisch-katholischer Geistlicher und Bischof von Oppido Mamertina-Palmi.

## Leben
Giuseppe Alberti studierte nach dem Besuch des Knabenseminars in Padua Philosophie und Theologie am Priesterseminar des Bistums Padua, für das er am 10. Juni 1990 durch den Bischof von Padua, Erzbischof Antonio Mattiazzo, das Sakrament der Priesterweihe empfing.
Nach der Priesterweihe war er unter anderem von 1995 bis 1998 Assistent am Knabenseminar in Padua. Er erwarb nach weiteren Studien an der Theologischen Fakultät des Triveneto das Lizenziat in Pastoraltheologie und ging 2000 als Fidei-donum-Priester nach Ecuador. Hier war er mit der Mitarbeit in der Ausbildung der Seminaristen des Bistums Tulcán am Priesterseminar Nuestra Señora de la Paz beauftragt. Er lehrte Philosophie und Theologie, wurde Regens des Priesterseminars und arbeitete in Tulcán in der Pfarrseelsorge mit. Alberti wurde Diözesankoordinator für die Studien und war Mitglied des Konsultorenkollegiums des Bistums sowie des Organisations- und Koordinationsgremiums für die diözesane wie die nationale Phase des III. Amerikanischen Missionskongresses 2008 in Quito. Nach der Rückkehr nach Italien war er ab 2011 Moderator der Seelsorgeeinheit Villafranca Padovana ab 2013 Dekan des Dekanats Limena. Vor der Ernennung zum Bischof war er zuletzt Pfarrer der Gemeinde Santa Maria Assunta in Solesino.
Papst Franziskus ernannte ihn am 21. September 2023 zum Bischof von Oppido Mamertina-Palmi. Der Bischof von Padua, Claudio Cipolla, spendete ihm am 19. November desselben Jahres in der Kathedrale von Padua die Bischofsweihe. Mitkonsekratoren waren dessen Amtsvorgänger, Erzbischof Antonio Mattiazzo, und Albertis Vorgänger als Bischof von Oppido Mamertina-Palmi, Francesco Milito. Die Amtseinführung in Oppido Mamertina fand am 10. Dezember 2023 statt.